# Colegio Imperial de Madrid

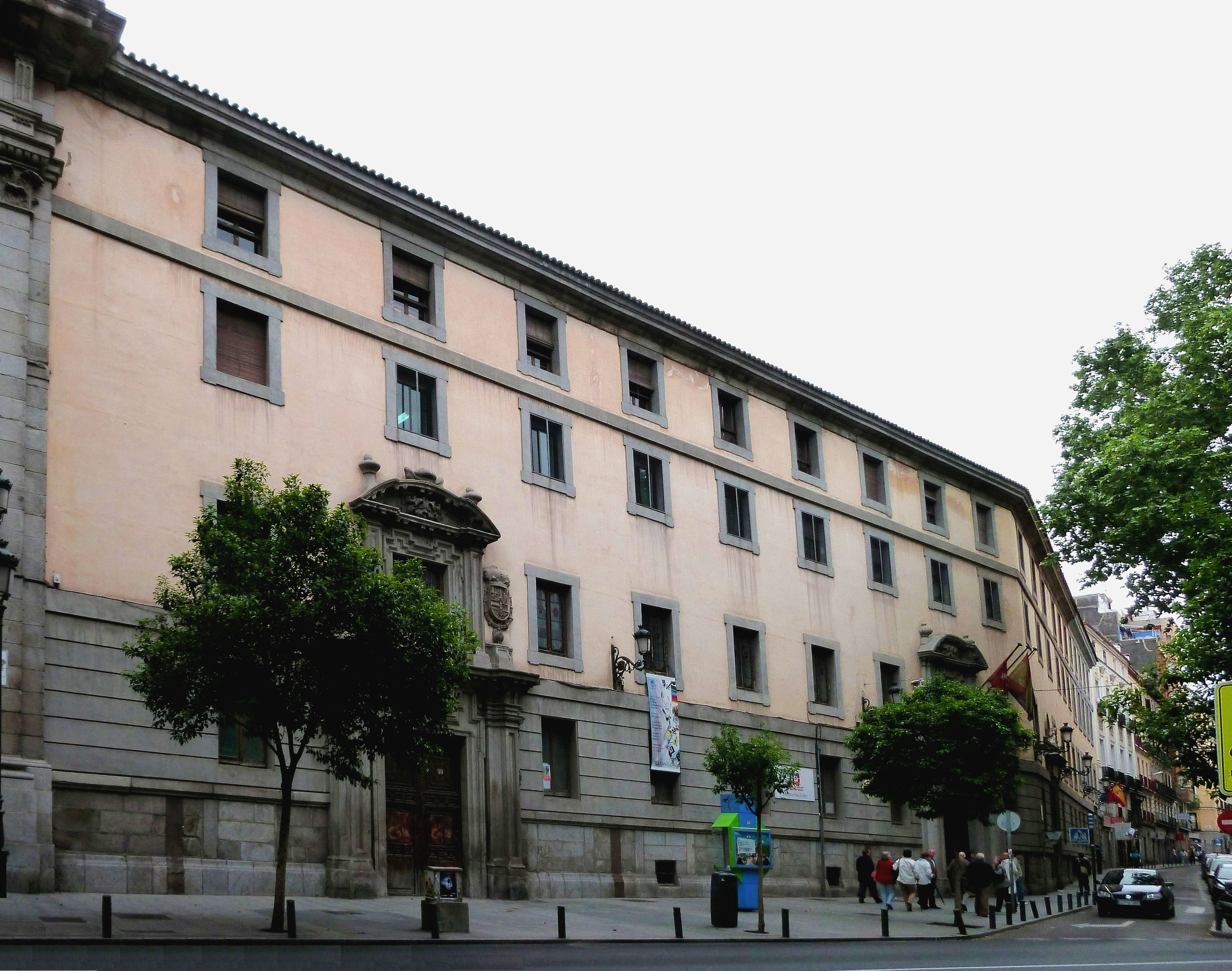
Colegio Imperial de Madrid

Das Colegio Imperial de Madrid (auch Colegio Imperial de la Compañía de Jesús oder Colegio de San Pedro y San Pablo de la Compañía de Jesús en la Corte; heute Instituto San Isidro) war der Name der bedeutenden Jesuitenschule in Madrid.

## Geschichte
Gegründet hat das Jesuitenkolleg Pedro de Ribadeneyra 1560 kurz nach dem Tod des Ordensgründers, Ignatius von Loyola. Es fiel in die Zeit des Machtgewinns des Madrider Hofes. Léonore Mascareñas, eine alte Förderin des Ignatius, steuerte die Grundstücke bei. Der Name Colegio Imperial (=kaiserlich) entstand durch das Patronat der Kaiserin Maria von Österreich, Tochter Karls V. und Ehefrau von Maximilian II. König Philip IV. gilt als Gründer der Reales Estudios (=königliche Studien, 1625). Die Fächer waren danach Theologie, Philosophie, ferner Geschichte, Geografie und Naturwissenschaft, um die Absolventen im Staatsdienst zu verwenden. Ein Versuch, eine Universität daraus zu machen, scheiterte in Rom, weil bestehende Einrichtungen geschützt werden sollten. Hier ging der Nachwuchs der spanischen Elite zur Schule, darunter waren Lope de Vega, Quevedo und Calderón (ab 1609).
Es lehrten hier die namhaften Luis de la Palma, Juan Bautista de Poza, Hugo Sempilius und Esteban de Terreros y Pando. Luis de Molina erdachte den Molinismus, Juan Martinez de Ripalda formulierte seine Gnadenlehre. Dank der Beziehungen der Jesuiten in das ganze Kolonialreich und nach Europa sammelten sich in der Bibliothek wertvolle Bestände (bis zu 35 000 Bücher) an, die bis heute benutzbar sind. Ein Beispiel bietet das botanische Werk von Francisco Hernandez de Toledo.

## Nachgeschichte

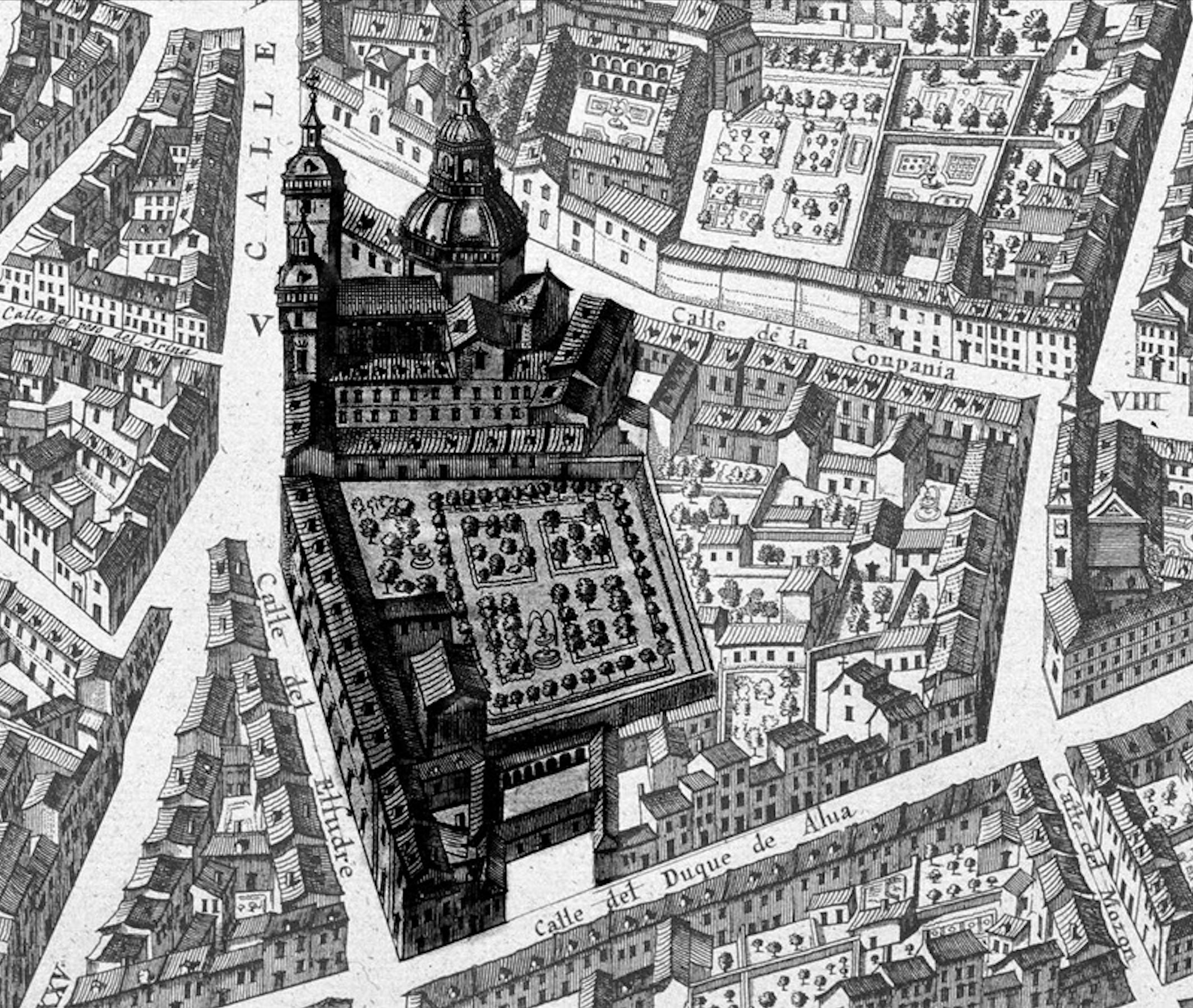
Detail eines Stadtplans von Pedro Texeira (1656) mit dem Colegio

Nach dem Jesuitenverbot in Spanien 1767 hat Karl III. das Kolleg wiederbegründet als Reales Estudios Superiores de Madrid (1770), eine öffentliche Schule. Nach den Napoleonischen Kriegen kamen die Jesuiten wieder: 1816–1820 und wieder nach dem Trienio Liberal 1823–1834. 1835 wurden die Jesuiten in Spanien zum zweiten Mal verboten (nach Ermordung von 18 Jesuiten), während zeitgleich die Complutense Universidad von Alcalá de Henares nach Madrid umzog. In der Folge wurde das Institut 1835 als Schule zur Vorbereitung auf ein Studium eingerichtet (Estudios Nacionales).
1845 wurde das alte Colegio Imperial College zum Instituto San Isidro und blieb es bis heute. 1999 ging der Besitz auf die Kommune Madrid über.

## Einzelbelege
1. ↑  Arnold Rothe: Quevedo und Seneca. Librairie Droz, 1965, ISBN 978-2-600-03842-3 (google.de [abgerufen am 15. April 2020]).
2. ↑  UCM-Biblioteca Histórica Marqués de Valdecilla. Abgerufen am 15. April 2020.
3. ↑  UCM-Biblioteca Histórica Marqués de Valdecilla. Abgerufen am 15. April 2020.
4. ↑  P. B. Gams: Die Kirchengeschichte Von Spanien. Рипол Классик, 1862, ISBN 978-5-87596-314-8 (google.de [abgerufen am 15. April 2020]).

Koordinaten: 40° 24′ 45,7″ N, 3° 42′ 26,5″ W